# Краевский, Конрад
Конрад Краевский (пол. Konrad Krajewski; род. 25 ноября 1963, Лодзь, Польша) — польский куриальный кардинал. Церемониймейстер Папского двора с 22 мая 1999 по 3 августа 2013. Титулярный архиепископ Беневенто с 3 августа 2013 по 29 июня 2018. Великий элемозинарий с 3 августа 2013. Префект Дикастерии по служению благотворительности с 5 июня 2022. Кардинал-дьякон с титулярной диаконией Санта-Мария-Иммаколата аль’Эсквилино с 28 июня 2018.

## Ранняя жизнь, образование и священство
Конрад Краевский родился 25 ноября 1963 года в Лодзи. В 1982—1988 годах учился в Высшей духовной семинарии Лодзи. Рукоположен в священника 11 июня 1988 года вспомогательным епископом Лодзи Владиславом Зюлеком. В том же году в Люблинском католическом университете, получил степень магистра богословия.
В 1988—1990 годах служил в качестве викария, сначала в приходе Посещения Пресвятой Девы Марии в Ружеце, а затем в приходе Божией Матери Неустанной Помощи в Лодзи.
В 1990—1993 годах отец Краевский обучался в области литургии в Папском Литургическом институте Святого Ансельма, где окончил его со степенью лиценциата. В 1995 году в Папском университете Святого Фомы Аквинского получил степень доктор богословия со специализацией в области литургии.
После возвращения домой из института в епархию в 1995 году, он служил в качестве церемониймейстера архиепископа Лодзи Владислава Зюлека. Кроме того, он преподавал литургию и был директором библиотеки семинарии Лодзи. В 1997 году он был назначен префектом семинарии в Лодзи. В том же году, во время апостольского визита в Польшу Папы римского Иоанна Павла II отец Краевский служил церемониймейстером.

## Папский церемониймейстер
С 1 октября 1998 года отец Краевский был сотрудником Службы папских литургических церемоний. А 12 мая 1999 года был назначен папским церемониймейстером. В 1999 году он получил титул Почётного прелата Его Святейшества, а в 2002 году Капеллана Его Святейшества. В 2008 году он был почётным каноником соборного капитула города Лодзи.

## Великий элемозинарий
3 августа 2013 года Папа римский Франциск назначил монсеньора Краевского титулярным архиепископом Беневенто и великим элемозинарием. В качестве своего епископского девиза он выбрал слово «Misericordia» (лат. — «Милосердие»).

## Кардинал
20 мая 2018 года папа римский Франциск объявил, что четырнадцать прелатов будут возведены в достоинство кардиналов на консистории от 29 июня 2018 года, среди которых было названо имя и архиепископа Краевского.
28 июня 2018 года Краевский возведён в кардиналы-дьяконы с титулярной диаконией Санта-Мария-Иммаколата аль’Эсквилино.
После российского вторжения на Украину в марте 2022 года Папа Франциск отправил Краевского с гуманитарной помощью на Украину вместе с кардиналом Майклом Черни, который возглавляет папскую канцелярию, занимающуюся миграцией, благотворительностью, справедливостью и миром. Эта миссия, состоявшая из нескольких поездок, считалась весьма необычным ходом дипломатии Ватикана.
19 декабря 2022 года великий элемозинарий кардинал Конрад Краевский в пятый раз с начала войны прибыл на Украину с гуманитарной миссией.

## Награды
- В 2010 году монсеньор Краевский был награждён португальским орденом Христа III класса.[13]
- Большой крест ордена «За верную службу» (2020 год, Румыния)[14]